# Mike and Mike in the Morning
Mike and Mike in the Morning è un programma radiofonico sportivo di genere talk-show, che va in onda su ESPN Radio e contemporaneamente su ESPN2. Il talk è presentato da Mike Golic e Mike Greenberg.
Se ESPN2 sta trasmettendo un altro evento sportivo, allora il talk-show andrà in onda su ESPNews. Lo show parla soprattutto dei maggiori eventi sportivo che si svolgono quotidianamente negli Stati Uniti. Il 24 febbraio 2010, il programma ha festeggiato i suoi 10 anni di messa in onda.
Il 7 maggio 2007 vi è stata la prima puntata in alta definizione.

## Canzoni
Dopo esser tornati da un break pubblicitario, di solito una canzone R&B o Hip hop viene mandata in onda. La maggior parte delle canzoni che vanno in onda provengono da Akon e T-Pain. Di solito i due Mike, dopo una canzone, ne fanno un rapido commento.